# Pierre Samot
Pierre-Jean Samot (Fort-de-France,  21 de agosto de 1934 - Lamentin 14 de junio de 2024) fue un político francés. Fue alcalde de Lamentin desde 1989 hasta 2018 y diputado de 2002 a 2003.

## Biografía
Pierre Samot fue un albañil jubilado y antiguo miembro del Partido Comunista Martiniqueño (PCM). Comenzó su carrera política junto al antiguo alcalde de Lamentin, Georges Gratiant, de quien se convirtió en el primer adjunto de 1983 a 1989. En 1987, fue elegido consejero general y en 1989, alcalde de Lamentin.
En 1998, debido a desacuerdos con Georges Erichot, secretario general del PCM, fundó junto a algunos disidentes su propio partido político, Bâtir le pays Martinique. En 1995, Pierre Samot fue imputado por favoritismo y tráfico de influencias en el marco del caso "de los contratos públicos" del ayuntamiento de Lamentin. Pero a pesar de sus problemas judiciales, logró ser reelegido con éxito alcalde de Lamentin con el 84,66 % de los votos.
En las elecciones regionales de 1998, la lista disidente "Bâtir le pays Martinique" encabezada por Pierre Samot obtuvo 4 escaños en el Consejo Regional. Los 4 elegidos de la lista votaron en bloque a favor de Alfred Marie-Jeanne en la elección del Presidente.
El 16 de junio de 2002, Pierre Samot fue elegido diputado en la 3ª circunscripción de Martinica, derrotando al diputado saliente, Camille Darsières (PPM). Pero su elección fue invalidada por el Consejo Constitucional el 27 de febrero de 2003 y fue reemplazado por su suplente Philippe Edmond-Mariette.
En las elecciones regionales de marzo de 2004, su lista "Alianza para el país Martinique" obtuvo 19 994 votos y se fusionó en la segunda vuelta con la lista liderada por Madeleine de Grandmaison del PPM. Fue nuevamente elegido consejero regional en la lista de la unión de la izquierda "convergencias martiniqueñas" liderada por Madeleine de Grandmaison. Pierre Samot, empresario de la construcción, también fue presidente de la Cámara de Artesanías de Martinica durante varios años.
En las elecciones municipales del 9 y 16 de marzo de 2008, Pierre Samot se presentó por cuarta vez a la alcaldía de Lamentin con su lista renovada titulada "Lamentin apasionadamente". El 9 de marzo de 2008, Pierre Samot fue reelegido a los 74 años alcalde de Lamentin en la primera vuelta con 8 319 votos, es decir, el 76,40 % de los votos emitidos.
Pierre Samot fue elegido presidente de la CACEM (Comunidad de aglomeración del Centro de Martinica) el 11 de abril de 2008.
En las elecciones regionales de marzo de 2010, Pierre Samot sufrió un revés electoral, su lista "Creer en nosotros mismos" obtuvo un bajo puntaje de 5131 votos, es decir, el 3,97 % de los sufragios y no logró mantenerse en la segunda vuelta.
En noviembre de 2018, Pierre Samot puso fin a su mandato como alcalde de Lamentin y pasó el relevo a su primer adjunto David Zobda, permaneciendo solo como consejero municipal.
El 20 de noviembre de 2020, recibió un diploma de alcalde honorario de Lamentin en honor a sus 29 años, 8 meses y 8 días al frente de esta comuna. Para rendirle homenaje en vida, la piscina olímpica comunitaria de Lamentin fue nombrada el 27 de febrero de 2022 en honor a Pierre Samot.
Pierre Samot falleció el 14 de junio de 2024 en Lamentin a los 89 años.

## Detalle de las funciones y mandatos

### Mandato parlamentario
19 de junio de 2002 - 27 de febrero de 2003: diputado de la 3ª circunscripción de Martinica

### Mandatos locales
- 1987 - 1993: consejero general del cantón de Lamentin-2-Norte
- 12 de marzo de 1989 - 20 de noviembre de 2018: alcalde de Lamentin
- 1998 - 2002: consejero regional de Martinica 2001 - 2002: consejero general del cantón de Lamentin-1-Sur-Bourg
- 2001 - 2008: primer vicepresidente de la comunidad de aglomeración del Centro de Martinica (CACEM)
- 2004 - 2010: consejero regional de Martinica
- 11 de abril de 2008 - 11 de abril de 2014: presidente de la comunidad de aglomeración del Centro de Martinica